# 凌明聲
凌明聲（1936年—1999年），臺灣美術設計、插畫家、視覺影像創作者。出生於浙江紹興，六歲時罹患脊椎結核炎，以至身體積弱變形，抗戰時期隨家人遷居臺灣，二十歲拜入國畫大師溥心畬門下。大學就讀工商管理學系，憑藉樂觀個性請教專業人士與自學，在學長推薦下進入廣告設計領域，主要活躍於1970-80年代。1999年病逝於美國舊金山。

## 生平
凌明聲為上海紡織商人凌鉅元之子，1936年出生於浙江紹興，幼年居於上海。六歲時罹患脊椎結核炎，以至身體積弱變形，成年後身高僅130公分。抗戰時期，凌明聲隨家人遷至臺灣，初中時脊椎結核炎復發，臥床一年，但經此難關，反而培養出堅毅達觀之個性。
凌明聲初中、高中均就讀師大附中，在「術藝兼修」的風氣下，積極參與社團活動，多方涉獵攝影、西洋熱門音樂，並培養出對圖案畫（Graphics）興趣。二十歲拜入國畫大師溥心畬門下，受其創作觀影響，凌明聲創作不拘於一格，重視美術在生活中的應用，並自生活中擷取創作素材。
大學就讀中興大學工商管理系。畢業後，為瓊瑤第一部長篇小說《窗外》繪製封面插圖。1964年，凌明聲在韓湘寧舉薦下進入國際工商傳播公司擔任設計員，歷任華商廣告公司、華視公司美術指導等。1974年與杜文正共同創立臺灣萊勒斯公司，除工作之外亦應聘銘傳商專（今銘傳大學商業設計科）授課。
活躍於廣告設計領域，除為雲門舞團設計創團首演海報，亦經常應聯合報社、皇冠出版社、長橋出版社、聯經出版社等單位繪製插畫、設計封面，並積極推動、參與多項藝文展覽。
1989年，因急性腦中風發作引退，1991年偕家人移居美國，1999年病逝於舊金山。

## 年表
| 1936 | 出生於浙江紹興 |
| 1963 | 畢業於中興大學工商管理學系。為瓊瑤第一部長篇小說《窗外》繪製封面插圖。                                                                                       |
| 1969 | 與郭承豐、葉政良等舉辦聯展「幻覺設計展」 與胡永、張國雄、葉政良、謝震基、謝春德、周棟國、劉華震、張照堂等舉辦「現代攝影九人展」                              |
| 1970 | 參與聯合報副刊「風鈴組曲」集體創作 |
| 1971 | 與胡永、張國雄、龍思良、莊靈、謝震基、張照堂、周棟國、葉政良、郭英聲等人組團「V-10 視覺藝術群」 與李泰祥、葉維廉、許博允、陳學同、顧重光共同策劃「七一樂展」 |
| 1973 | 雲門創團首演海報設計（攝影／郭英聲） 進入華視公司擔任美術指導 與李紹榮結婚                                                                                   |
| 1974 | 與杜文正合創臺灣萊勒斯（LENNOX）股份有限公司 |
| 1978 | 執行聯經出版社《世界文學名著欣賞大典》套書書封設計 |
| 1981 | 與廖哲夫、胡澤民、蘇宗雄、王行恭、霍榮齡、張正成、黃金德、陳偉彬、陳耀程、王明嘉、劉開等 17 位臺灣設計師共同成立「臺北設計家聯誼會」                         |
| 1987 | 擔綱李泰祥音樂劇《棋王》美術設計 參與高信疆主辦「當代中國象棋造型大展」                                                                                      |
| 1987 | 急性腦中風 |
| 1991 | 移居美國 |
| 1999 | 病逝於美國舊金山 |